# 1801 en architecture
| Années de l'architecture : 1798 - 1799 - 1800 - 1801 - 1802 - 1803 - 1804    |
| Décennies de l'architecture : 1770 - 1780 - 1790 - 1800 - 1810 - 1820 - 1830 |

Cet article présente les faits marquants de l'année 1801 en architecture.

## Réalisations
- Construction de la Cathédrale Notre-Dame-de-Kazan (Voronikhine) et du monument à Souvorov (Kozlovski) à Saint-Pétersbourg.
- James Finley construit le pont de Jacob's Creek, près d'Uniontown, en Pennsylvanie, premier exemple d'un pont suspendu avec des chaînes en fer forgé.

## Récompenses
- Prix de Rome : x.

## Décès
- 9 octobre : François-Joseph Gombert, architecte français actif à Lille (° 5 janvier 1725).